# Cattleya cernua
Cattleya cernua je orchidej z rodu Cattleya, pocházející z Brazílie. V minulosti byla řazena do rodu Sophronitis jako Sophronitis cernua.

## Popis
Rostlina má kulovité až vejčité pahlízy o velikosti 1 až 3 cm a tuhé sukulentní listy dlouhé 2 až 4 cm. Na jaře kvete 2 až 4 červenými květy, vzácně se objevují i rostliny se žlutými květy. V přírodě jsou květy opylovány kolibříky.

## Výskyt
Cattleya cernua roste převážně v Brazílii v nízkých nadmořských výškách poblíž moře. Roste jako epifyt, méně často jako litofyt. Obývá světlá místa s vysokou vzdušnou vlhkostí a pohybem vzduchu.